# Merlene Ottey
Merlene Joyce Ottey, född 10 maj 1960 i Cold Spring, Jamaica, är en jamaicansk friidrottare. Hon tävlar sedan 2002 för Slovenien. Ottey är den elitsprinter som haft längst internationell karriär. Hon har tagit 9 OS-medaljer och 14 VM-medaljer, varav 3 VM-guld (4 x 100 meter 1991, 200 meter 1993 och 1995).
Ottey flyttade till Slovenien 1998 och blev slovensk medborgare 2002. Efter att ha blivit fälld för dopning 1999 friades hon ett år senare, efter att laboratoriet som genomfört testet blivit hårt kritiserat.
Hon deltog 1980–2004 i sju raka olympiska spel. Till och med olympiska sommarspelen 2000 tog hon medalj vid alla tävlingarna utom 1988, då hon blev fyra på 100 meter.

## Biografi

### Tidiga år
Ottey föddes som Hubert och Joan Otteys fjärde (av sju) barn. Hon introducerades till idrotten genom sin mor som köpte en manual om friidrott till henne. I de tidiga skolåren på 1970-talet tävlade hon ofta barfota i lokala lopp. Hon inspirerades av att lyssna på friidrottssändningarna från OS i Montreal 1976 där Donald Quarrie från Jamaica sprang i sprintfinaler.
Hennes friidrottskarriär tog fart när hon emigrerade till USA och 1979 började på University of Nebraska, där hon tog en plats i deras friidrottslag. Samma år representerade hon Jamaica och tog en bronsmedalj vid de panamerikanska mästerskapen på 200 m. Hon utexaminerades från universitetet med en fil kand-examen.

### 1980- och 1990-talet
Under OS i Moskva 1980 blev Ottey den första engelskspråkiga kvinnan från Karibien/Västindien att vinna en olympisk medalj. Väl tillbaka i Jamaica fick hon utmärkelsen "Officer of Nation" för sina "tjänster inom idrotten". Under samväldesspelen 1982 i Brisbane vann Ottey guld på 200 m respektive silver på 100 m. 1984 gifte Ottey sig med friidrottskollegan Nathaniel Page, och hon använde sig under en begränsad tid av namnet Merlene Ottey-Page. Paret skiljde sig senare.
Under samväldesspelen 1990 i Auckland vann hon guld i båda sprintgrenarna. Hon utnämndes till "Ambassador for Jamaica" efter sin guldmedalj i 1993 års världsmästerskap i Stuttgart. 15 gånger mellan åren 1979 och 1997 utsågs hon till Jamaicas främsta idrottskvinna.
Hon vann mellan 1983 och 1997 totalt 14 VM-medaljer, vilket ännu 2016 är mer än någon annan friidrottare – manlig eller kvinnlig. Att hon inte vann flera guld ledde till att hon gavs smeknamnet "Bronze Queen" (Bronsdrottningen) inom sprintvärlden.

### Kontroverser 1999–2000
1999 lämnade Ottey ett positivt dopingtest (den förbjudna anabola steroiden Nandrolon) i samband med en tävling i Schweiz. Hennes B-prov innehöll också högre än normala värden av ämnet. Det internationella friidrottsförbundet IAAF förbjöd henne att delta i OS i Sydney 2000, och hon drog sig ur VM i Sevilla 1999. Ottey kämpade för att rentvå sig och hävdade att detta var "fruktansvärt fel" och att hon var helt oskyldig till att medvetet ha tagit steroider. Sommaren 2000 friades hon av IAAF samt det jamaicanska friidrottsförbundet. Det laboratorium som testat hennes prover fick hård kritik.
I de jamacianska uttagningarna inför OS i Sydney 2000 placerade sig Ottey på en fjärdeplats på 100 m, vilket var en besvikelse. Enligt det jamacianska friidrottsförbundets regler var bara de tre främsta kvalificerade för OS och Ottey bara kvalificerad för stafetten 4 x 100 m. Ottey bad då om att få ta någon av de andras platser, något som andra fått göra tidigare i det förflutna. Det jamaicanska friidrottsförbundets beslut därefter om att ersätta Peta-Gaye Dowdie med Ottey orsakade omfattade kontroverser.
Dowdies lagmedlemmar och många jamaicaner trodde att Ottey hade mobbat ut henne ur laget och såg henne som en åldrande ikon som försökte behålla makten, genom att tillskansa sig platsen på yngre och likvärdiga friidrottares bekostnad. Jamaicas olympiska och VM-medaljör på 400 meter Gregory Haughton ledde en ökänd "Games Village"-protest mot Ottey som ledde till internationella rubriker. Protesten slutade när Internationella olympiska kommittén (IOK) hotade med att kasta ut Jamaica ur spelen om inte lagledarna kunde kontrollera sina deltagare.
I OS i Sydney 2000 slutade Ottey på en fjärdeplats i finalen, slaget av Marion Jones, USA, (10,75) Ekaterini Thanou, Grekland, (11,12) och landsmaninnan Tanya Lawrence (11,18). Otteys tid var 11,19. Noterbart är att Marion Jones i efterhand befunnits dopad och tvingats lämna tillbaka sina guldmedaljer. På korta stafetten tog hon sin åttonde OS-medalj (rekord för kvinnliga idrottare) i lag med Tanya Lawrence, Veronica Campbell och Beverly MacDonald; kvartetten tog silver.

### Slovenien
På grund av kontroverserna beslöt Ottey att efter OS i Sydney 2000 sluta tävla för Jamaica. Hon kände att jamaicanerna försökte fördriva henne från idrotten och att hon behövde bevisa att hon som 40-åring ändå kunde vara konkurrenskraftig.
Redan 1998 flyttade Ottey till Slovenien, och hon började där träna för den slovenske tränaren Srdjan Djordjevic. I maj 2002 blev Ottey slovensk medborgare, och hon bor numera i Ljubljana där hon representerat sitt nya land i internationella sammanhang. Under OS i Aten 2004 tävlade Ottey för Slovenien och nådde där semifinal. Vid fyllda 46 år tävlade hon i 2006 års EM i friidrott, där hon slutade fyra i semifinalen på 100 m men inte gick vidare till finalen som vanns av Kim Gevaert, Belgien.

## Privatliv
Ottey var tidigare gift med den amerikanske höjdhopparen och 400-meterslöparen Nat Page. Under 1980-talet var hon därför känd som Merlene Ottey-Page.

## Betydelse
Under hela sin karriär har Merlene Ottey vunnit nio olympiska medaljer, numera delat rekord för en olympisk friidrottskvinna (sedan 2016 delat med Allyson Felix). Dock saknar hon olympisk guldmedalj. Hon förlorade vid flera tillfällen mästerskapsguld med en hundradel. I OS-finalen 1996 på 100 meter förlorade hon med fem tusendels sekunder till Gail Devers (USA), och på 100-metersfinalen vid VM 1993 förlorade hon med en tusendel till… Gail Devers.

## Personliga rekord
- 100 m: 10,74 s – Milano 7 september 1996 (4:a genom alla tider)
- 200 m: 21,64 s – Bryssel 13 september 1991 (3:a genom alla tider)